# Шушьоен

Шушьоен (на норвежки: Sjusjøen) е норвежки зимен център, в който се провеждат състезания по ски бягане от Световната купа.
Шушьоен е открит през 2003 година и се намира на 20 километра източно от Лилехамер. Има трасета за ски бягане и биатлон, писти за алпийски ски, детски писти, писти и допълнителни съоръжения за сноуборд. Наличието на сняг е гарантирано благодарение на оръдия за сняг.